# غلستانك (مقاطعة دلفان)
غلستانك (بالفارسية: گلستانک) هي قرية تقع في قسم ايتيوند الجنوبي الريفي (مقاطعة دلفان) في إيران. يقدر عدد سكانها بـ 98 نسمة بحسب إحصاء 2016.